# 蒙蓬-梅内斯泰罗勒
蒙蓬-梅内斯泰罗勒（法語：Montpon-Ménestérol，法語發音：[mɔ̃pɔ̃ menɛsteʁɔl]），法国西南部城市，新阿基坦大区多尔多涅省的一个市镇，隶属于佩里格区，其市镇面积为46.34平方公里，2022年1月1日时人口数量为5,845人，在法国城市中排名第1,932位。
蒙蓬-梅内斯泰罗勒位于多尔多涅省西部，伊勒河畔，是一个区域性的中心城市，库特拉－蒂勒铁路、A89高速公路和多条干线公路在此交汇。

## 地名来源
“Montpon”一名可能出自拉丁语“mons pavonis”，意为“孔雀山”；“Ménestérol”则可能出自拉丁语单词“monasteriolum”，意为“小修道院”。
此外，因收录及翻译标准不同，Montpon-Ménestérol在《世界地名译名词典》中被标记为“Montpon-Menesterol-sur-l'Isle”并译为伊勒河畔蒙蓬-梅内斯特罗勒，在《法国地图册》中则被译为不含连字号的蒙蓬梅内斯特罗勒。

## 历史

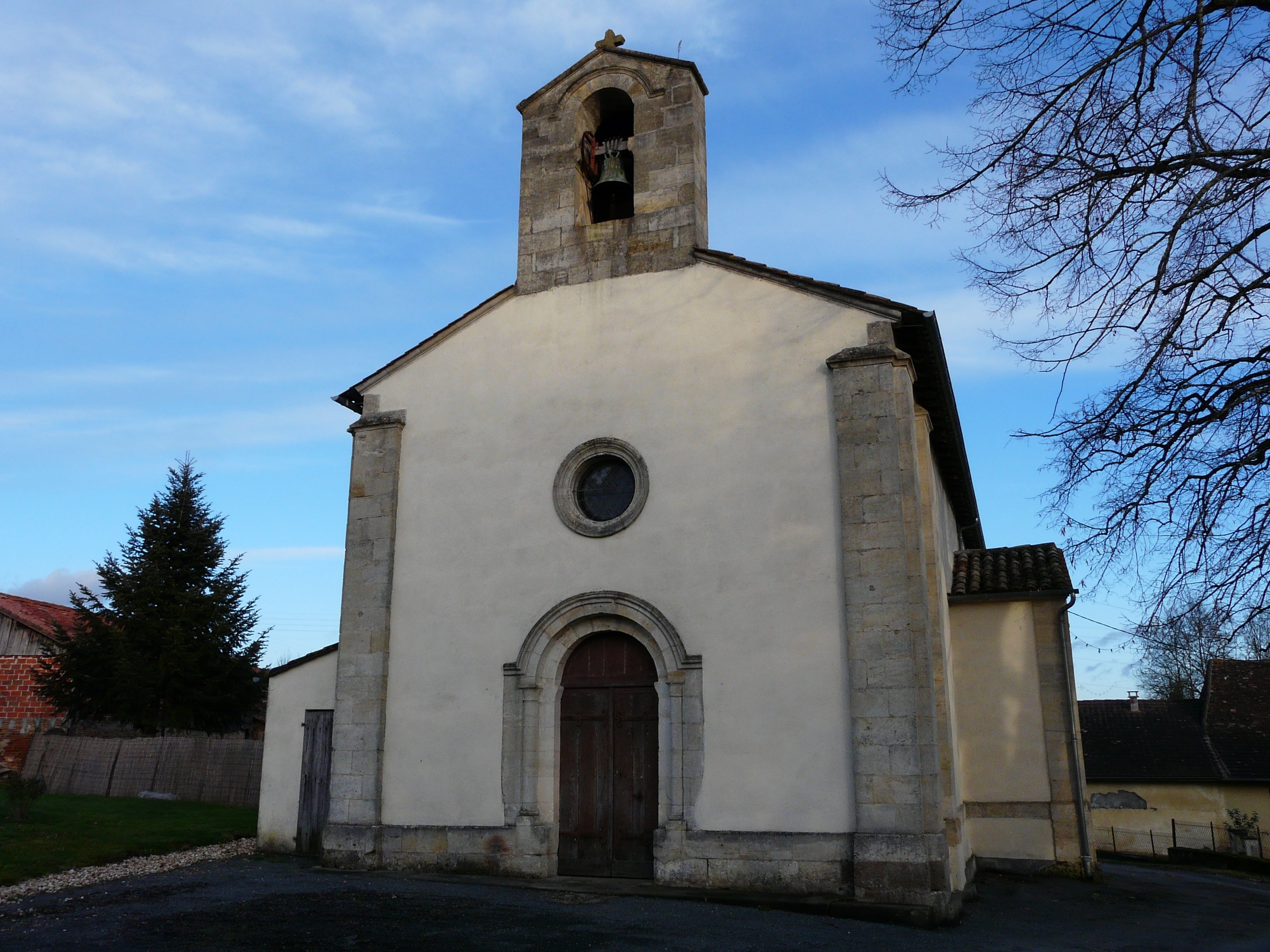
蒙蒂尼亚克教堂

蒙蓬-梅内斯泰罗勒成立于1964年5月20日，由伊勒河畔蒙蓬（Montpon-sur-l'Isle）和梅内斯泰罗勒-蒙蒂尼亚克两个市镇合并而成，其中伊勒河畔蒙蓬为镇政府驻地。
伊勒河畔蒙蓬的早期历史尚不清楚，当地中世纪时长期为佩里戈尔的一处普通农业村落，12世纪时当地出现一处渡口，其附近逐渐形成聚落。法国大革命后，蒙蓬成为多尔多涅省的一个市镇。当地首座横跨伊勒河的大桥于1833年建成。工业革命期间，途径伊勒河畔蒙蓬的库特拉－蒂勒铁路建成通车。1925年，蒙蓬的官方名称由“Monpon”更为“Montpon-sur-l'Isle”。1975年，新的蒙蓬大桥建成。
梅内斯泰罗勒-蒙蒂尼亚克成立于1824年，由梅内斯泰罗勒（Ménestérol）和蒙蒂尼亚克（Montignac）合并而成，两地历史上均为普通农业村落，法国大革命后成为两个独立的市镇。

## 地理

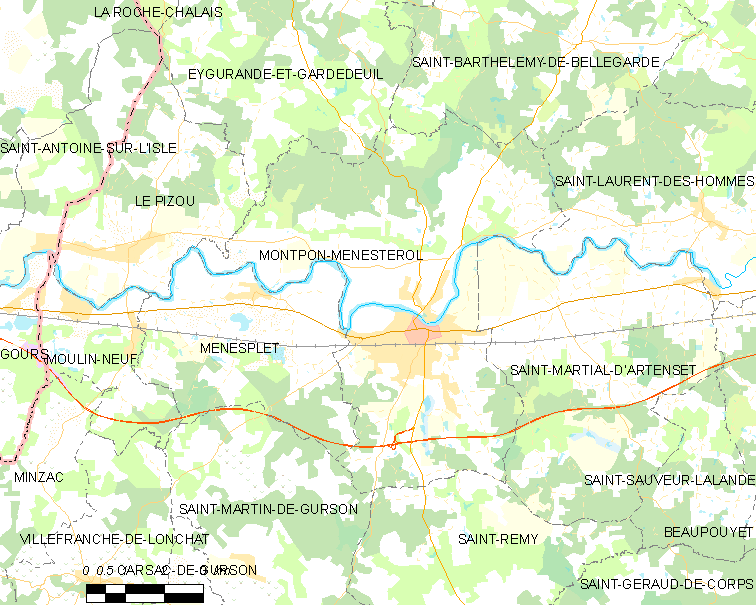
蒙蓬-梅内斯泰罗勒市镇范围地图

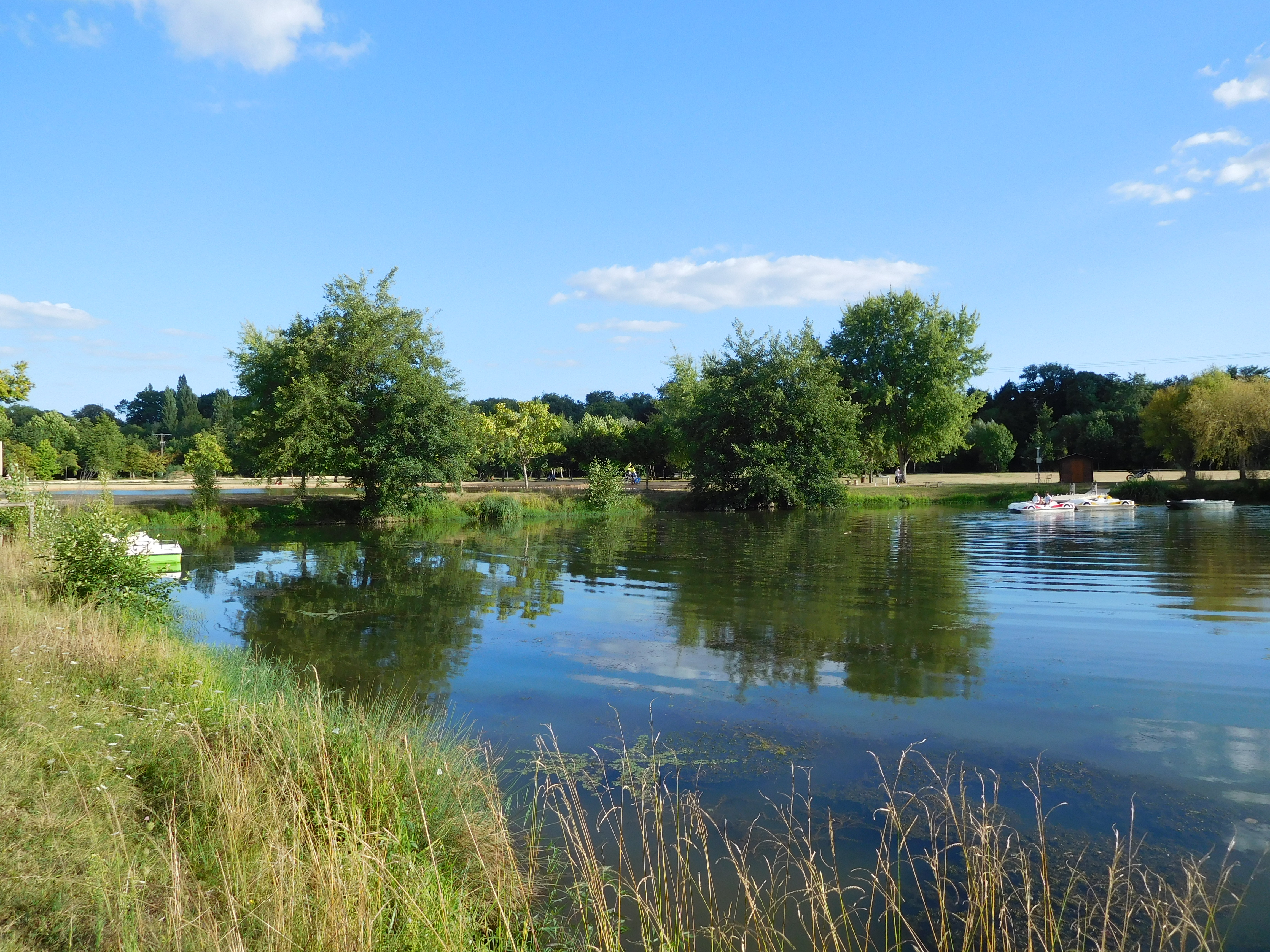
伊勒河右岸的水上公园

蒙蓬-梅内斯泰罗勒位于法国西南部，新阿基坦大区中西部和多尔多涅省西部，距离省会佩里格大约60公里。与蒙蓬-梅内斯泰罗勒接壤的市镇包括：埃居朗德和加尔德德伊、圣巴泰勒米德贝勒加德、圣洛朗代索姆、勒皮祖、梅内斯普莱、圣马丁德居尔松、圣马夏尔达尔唐塞、圣雷米和圣马夏尔达尔唐塞。

### 地形
蒙蓬-梅内斯泰罗勒位于佩里戈尔西部，境内以平原和浅丘为主，市镇中心地势较为平坦，全境海拔在22到130米之间。

### 水文
蒙蓬-梅内斯泰罗勒位于加龙河流域范围内，伊勒河自东向西流经蒙蓬-梅内斯泰罗勒镇中心北侧并形成多处河心岛。河流右岸的部分低洼地区被开辟为城市绿地。

### 植被
蒙蓬-梅内斯泰罗勒属于温带阔叶混交林区，林地广泛分布于河流附近。
在鲜花城市的评比中，蒙蓬-梅内斯泰罗勒被评为3星级鲜花城市。

### 气候
蒙蓬-梅内斯泰罗勒在柯本气候分类法中属于温带海洋性气候。
距离蒙蓬-梅内斯泰罗勒最近的常年气象站位于圣富瓦港和蓬沙境内，以下为该气象站的数据（其中日照数据取自贝尔热拉克）：
| 圣富瓦港和蓬沙 1981年－2019年           | 圣富瓦港和蓬沙 1981年－2019年 | 圣富瓦港和蓬沙 1981年－2019年 | 圣富瓦港和蓬沙 1981年－2019年 | 圣富瓦港和蓬沙 1981年－2019年 | 圣富瓦港和蓬沙 1981年－2019年 | 圣富瓦港和蓬沙 1981年－2019年 | 圣富瓦港和蓬沙 1981年－2019年 | 圣富瓦港和蓬沙 1981年－2019年 | 圣富瓦港和蓬沙 1981年－2019年 | 圣富瓦港和蓬沙 1981年－2019年 | 圣富瓦港和蓬沙 1981年－2019年 | 圣富瓦港和蓬沙 1981年－2019年 | 圣富瓦港和蓬沙 1981年－2019年 |
| 月份                                    | 1月                           | 2月                           | 3月                           | 4月                           | 5月                           | 6月                           | 7月                           | 8月                           | 9月                           | 10月                          | 11月                          | 12月                          | 全年                          |
| --------------------------------------- | ----------------------------- | ----------------------------- | ----------------------------- | ----------------------------- | ----------------------------- | ----------------------------- | ----------------------------- | ----------------------------- | ----------------------------- | ----------------------------- | ----------------------------- | ----------------------------- | ----------------------------- |
| 历史最高温 °C（°F）                     | 19 (66)                       | 23.1 (73.6)                   | 27 (81)                       | 31.5 (88.7)                   | 34.4 (93.9)                   | 40.5 (104.9)                  | 40.2 (104.4)                  | 42 (108)                      | 38 (100)                      | 32.5 (90.5)                   | 26 (79)                       | 21 (70)                       | 42 (108)                      |
| 平均高温 °C（°F）                       | 9.8 (49.6)                    | 11.7 (53.1)                   | 15.5 (59.9)                   | 18.1 (64.6)                   | 22.1 (71.8)                   | 25.8 (78.4)                   | 28.2 (82.8)                   | 28.1 (82.6)                   | 24.8 (76.6)                   | 19.9 (67.8)                   | 13.9 (57.0)                   | 10.4 (50.7)                   | 19 (66)                       |
| 日均气温 °C（°F）                       | 5.9 (42.6)                    | 6.8 (44.2)                    | 9.8 (49.6)                    | 12.3 (54.1)                   | 16.1 (61.0)                   | 19.5 (67.1)                   | 21.5 (70.7)                   | 21.4 (70.5)                   | 18.2 (64.8)                   | 14.5 (58.1)                   | 9.4 (48.9)                    | 6.6 (43.9)                    | 13.5 (56.3)                   |
| 平均低温 °C（°F）                       | 2.1 (35.8)                    | 1.9 (35.4)                    | 4.2 (39.6)                    | 6.4 (43.5)                    | 10.1 (50.2)                   | 13.1 (55.6)                   | 14.8 (58.6)                   | 14.6 (58.3)                   | 11.5 (52.7)                   | 9.2 (48.6)                    | 4.9 (40.8)                    | 2.7 (36.9)                    | 8 (46)                        |
| 历史最低温 °C（°F）                     | −18.5 (−1.3)                  | −16 (3)                       | −11.5 (11.3)                  | −3.1 (26.4)                   | −2.9 (26.8)                   | 2.5 (36.5)                    | 6.5 (43.7)                    | 4.3 (39.7)                    | 1.5 (34.7)                    | −5.6 (21.9)                   | −8.5 (16.7)                   | −11.8 (10.8)                  | −18.5 (−1.3)                  |
| 平均降水量 mm（）                       | 66.9 (2.63)                   | 57 (2.2)                      | 58.3 (2.30)                   | 77.3 (3.04)                   | 79.8 (3.14)                   | 51.8 (2.04)                   | 54.1 (2.13)                   | 57 (2.2)                      | 63.7 (2.51)                   | 72.7 (2.86)                   | 82.1 (3.23)                   | 81.5 (3.21)                   | 802.2 (31.58)                 |
| 月均日照時數                            | 85.4                          | 111.3                         | 167.4                         | 178                           | 210.8                         | 231.7                         | 248                           | 240.2                         | 199.3                         | 136.9                         | 88.7                          | 78.2                          | 1,975.9                       |
| 来源：infoclimat.fr, annuaire-mairie.fr |                               |                               |                               |                               |                               |                               |                               |                               |                               |                               |                               |                               |                               |

## 行政区划
蒙蓬-梅内斯泰罗勒的市镇编号为24294，邮政编号为24700。
在行政管理方面，蒙蓬-梅内斯泰罗勒隶属于法国新阿基坦大区多尔多涅省佩里格区；在地方选举方面，蒙蓬-梅内斯泰罗勒是蒙蓬-梅内斯泰罗勒县的中央投票站所在地，其市镇范围全境被划入多尔多涅省第一选区；在社会管理方面，蒙蓬-梅内斯泰罗勒是伊勒杜布勒朗代市镇公共社区的办公驻地。
截至2023年4月，蒙蓬-梅内斯泰罗勒市镇范围内暂无任何城市敏感街区及城市政策优先街区。
法国国家统计与经济研究所（简称）在进行数据统计时，将蒙蓬-梅内斯泰罗勒及相邻的另外6个市镇设为蒙蓬-梅内斯泰罗勒城市核心区以及蒙蓬-梅内斯泰罗勒城市区。自2020年起，蒙蓬-梅内斯泰罗勒城市区被包含13个市镇的蒙蓬-梅内斯泰罗勒城市辐射区代替。此外，还将蒙蓬-梅内斯泰罗勒市镇分为了两个“块区”（IRIS），以便于统计人口分布情况。

## 交通

### 公路
A89高速公路经过蒙蓬-梅内斯泰罗勒市区南部，通过12号出入口连接市区，此外多尔多涅省省道D3线、D9线、D11线、D708线、D730线和D2089线在蒙蓬-梅内斯泰罗勒境内交汇。新阿基坦大区下属的城际客运提供季节性巴士线路，可前往周边部分市镇。
| 12 | 3 |

| 佩里格 | 62 |

| 米西当 | 17 |

| 里贝拉克 | 33 |

2019年，71%的蒙蓬-梅内斯泰罗勒家庭拥有至少一辆私人汽车。2018年，蒙蓬-梅内斯泰罗勒境内共发生各类交通事故3起，造成8人受伤，其中3人重伤。

### 铁路

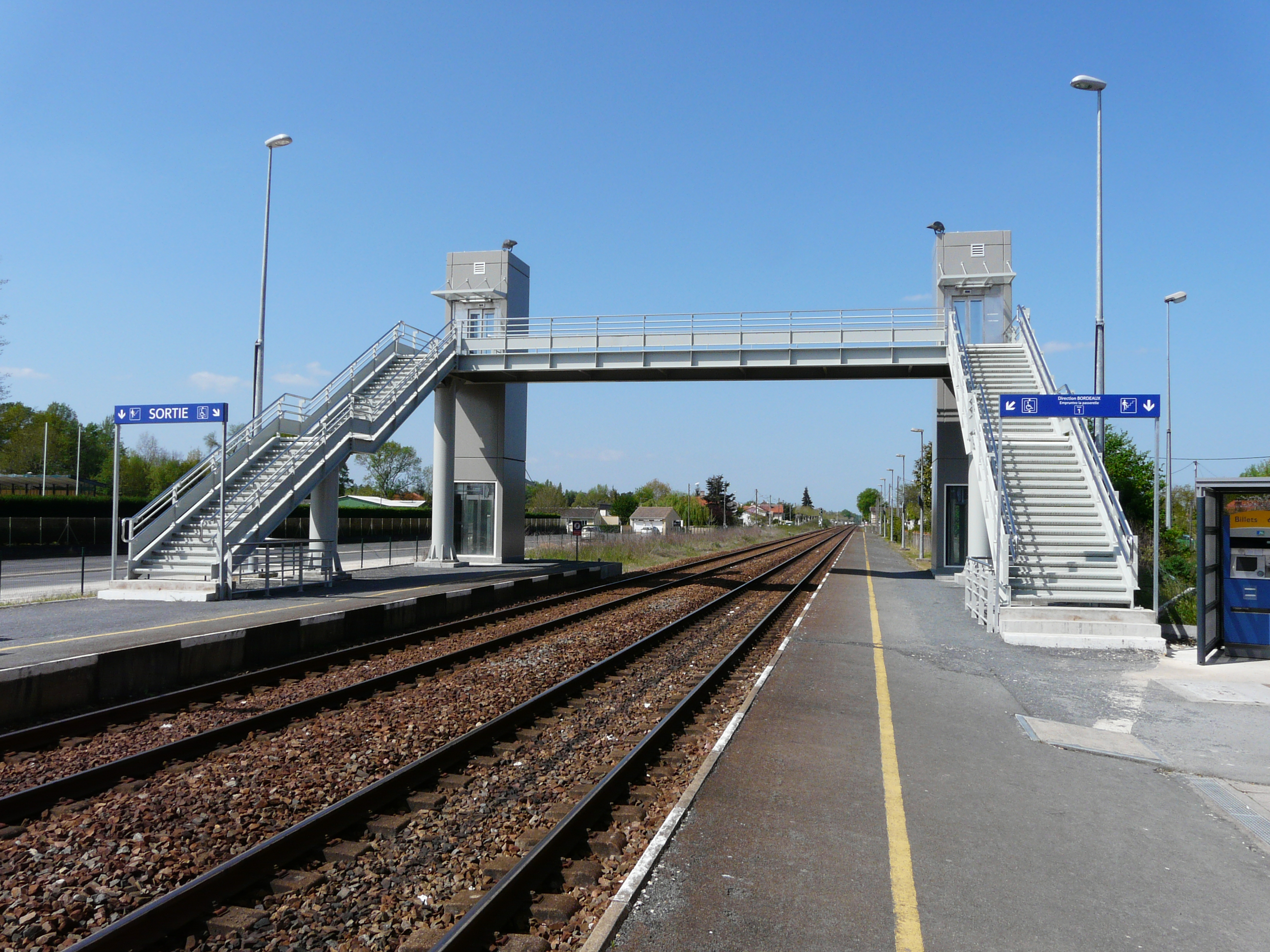
火车站天桥

蒙蓬-梅内斯泰罗勒位于库特拉－蒂勒铁路上。蒙蓬-梅内斯泰罗勒站位于市区南部，停靠往返于波尔多和佩里格一线的区域列车。

### 航空
距离蒙蓬-梅内斯泰罗勒最近的民用航空站为46公里外的贝尔热拉克机场。

### 城市公共交通
截至2023年4月，蒙蓬-梅内斯泰罗勒暂无城市公共交通系统。

## 政治

### 市政内阁

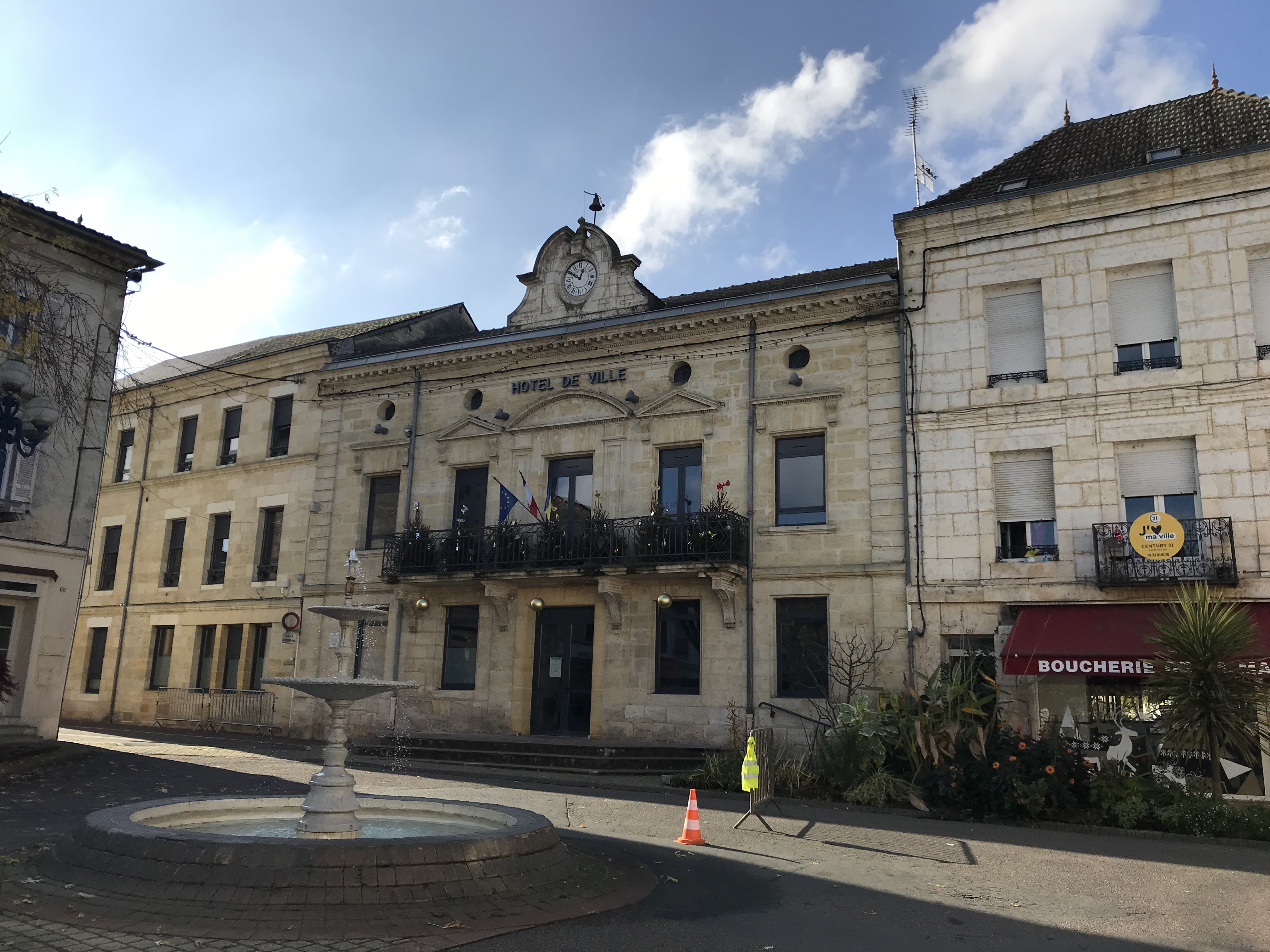
蒙蓬-梅内斯泰罗勒市政厅

蒙蓬-梅内斯泰罗勒的现任市长为罗森·鲁耶女士（Rozenn ROUILLER），她是一名左翼无党派人士，在2020年的市政选举中获得了37.51%的支持率。
| 蒙蓬-梅内斯泰罗勒历届市长 | 蒙蓬-梅内斯泰罗勒历届市长         | 蒙蓬-梅内斯泰罗勒历届市长        |
| 任期                      | 市长                              | 党派                             |
| ------------------------- | --------------------------------- | -------------------------------- |
| 1964年－1983年            | Jean LAGOUBIE 让·拉古比           | 不详                             |
| 1983年－1989年            | Jean LOVATO 让·洛瓦托             | RPR保衛共和聯盟                  |
| 1989年－2008年            | Pierre FAURET 皮埃尔·福雷         | RPR保衛共和聯盟 →UMP人民运动联盟 |
| 2008年－2020年            | Jean-Paul LOTTERIE 让-保罗·洛特里 | PS社会党                         |
| 2020年－                  | Rozenn ROUILLER 罗森·鲁耶         | DVG左翼无党派人士                |

### 各级选举
| 蒙蓬-梅内斯泰罗勒历届投票选举结果 | 蒙蓬-梅内斯泰罗勒历届投票选举结果 | 蒙蓬-梅内斯泰罗勒历届投票选举结果 | 蒙蓬-梅内斯泰罗勒历届投票选举结果 | 蒙蓬-梅内斯泰罗勒历届投票选举结果 | 蒙蓬-梅内斯泰罗勒历届投票选举结果 | 蒙蓬-梅内斯泰罗勒历届投票选举结果 | 蒙蓬-梅内斯泰罗勒历届投票选举结果 | 蒙蓬-梅内斯泰罗勒历届投票选举结果 | 蒙蓬-梅内斯泰罗勒历届投票选举结果 |
| 选举项目                          | 选举范围                          | 选区单位                          | 选区单位内的选举结果              | 选区单位内的选举结果              | 选区单位内的选举结果              | 选区单位内的选举结果              | 选区单位内的选举结果              | 选区单位内的选举结果              | 参考资料                          |
| 选举项目                          | 选举范围                          | 选区单位                          | 第一轮胜出者                      | 第一轮胜出者                      | 支持率                            | 第二轮胜出者                      | 第二轮胜出者                      | 支持率                            | 参考资料                          |
| --------------------------------- | --------------------------------- | --------------------------------- | --------------------------------- | --------------------------------- | --------------------------------- | --------------------------------- | --------------------------------- | --------------------------------- | --------------------------------- |
| 2017年法國總統選舉                | 法國                              | 市镇                              |                                   | 玛丽娜·勒庞                       | 26.27%                            |                                   | 埃马纽埃尔·马克龙                 | 58.43%                            | [ 26 ]                            |
| 2017年法国立法选举                | 多尔多涅省第一选区                | 市镇                              |                                   | 菲利普·沙桑                       | 32.27%                            |                                   | 菲利普·沙桑                       | 56.08%                            | [ 26 ]                            |
| 2019年欧洲议会选举                | 法國                              | 市镇                              |                                   | 若尔当·巴尔代拉                   | 32.74%                            | （不适用）                        | （不适用）                        | （不适用）                        | [ 28 ]                            |
| 2021年法国省级选举                | 多尔多涅省                        | 县                                |                                   | 罗森·鲁耶 让-米歇尔·索特罗        | 42.16%                            |                                   | 罗森·鲁耶 让-米歇尔·索特罗        | 53.57%                            | [ 29 ]                            |
| 2021年法国省级选举                | 多尔多涅省                        | 市镇                              |                                   | 罗森·鲁耶 让-米歇尔·索特罗        | 45.72%                            |                                   | 罗森·鲁耶 让-米歇尔·索特罗        | 56.58%                            | [ 29 ]                            |
| 2021年法国大区选举                |                                   | 市镇                              |                                   | 阿兰·鲁塞                         | 33.22%                            |                                   | 阿兰·鲁塞                         | 45.43%                            | [ 30 ]                            |
| 2022年法国总统选举                | 法國                              | 市镇                              |                                   | 玛丽娜·勒庞                       | 34.01%                            |                                   | 玛丽娜·勒庞                       | 56.63%                            | [ 26 ]                            |
| 2022年法国立法选举                | 多尔多涅省第一选区                | 市镇                              |                                   | 威廉·昂布鲁瓦斯                   | 29.27%                            |                                   | 菲利普·沙桑                       | 53.17%                            | [ 26 ]                            |

## 人口
2019年，蒙蓬-梅内斯泰罗勒市镇人口数量为5,704，在法国排名第1,932位。其中男性2,645人，女性3,059人，75岁及以上人口占16.1%，外籍人口数量为174人，人口密度为123人/平方公里，当地居民被称为（男性）或（女性）。2020年，蒙蓬-梅内斯泰罗勒境内出生39人，死亡人口120人。
| 蒙蓬-梅内斯泰罗勒1968年－2020年人口变化情况 |
|                                             |
| 数据来源：Cassini、INSEE                    |

## 经济
蒙蓬-梅内斯泰罗勒是一个区域性的中心城市。截止2023年4月，蒙蓬-梅内斯泰罗勒市镇范围内共有各类用人单位（包含自雇）914家，平均历史为16年，其中98.53%为中小型企业（PME），2023年2月至4月间，当地的经济活力指数为0。（液压器械生产）、（大型零售）及（医疗运输）是当地2021年营业额最高的三个企业，分别为58,352,195欧元、36,909,671欧元和2,246,760欧元。

## 财政与居民收入
2021年，蒙蓬-梅内斯泰罗勒的财政收入总额为4,646,590欧元，财政支出总额为3,903,270欧元，当年的债务总额为5,268,910欧元。2021年，蒙蓬-梅内斯泰罗勒市镇通过增值税获得98,610欧元的收入，此外当地还共获得了231,040欧元的国家直接财政补助。
2020年，蒙蓬-梅内斯泰罗勒的人均月收入总额为1,961欧元，其中高级职员为3,640欧元，低于法国平均水平（4,230欧元）；中级职员为2,265欧元，低于法国平均水平（2,411欧元）；普通职员为1,681欧元，亦低于法国平均水平（1,740欧元）。
2019年，蒙蓬-梅内斯泰罗勒境内的贫困率为19%，青壮年（15至64岁）失业率为18.2%；当地40.0%的家庭拥有纳税资格，平均纳税2,076欧元，低于法国平均水平（3,910欧元）。

## 社会事务

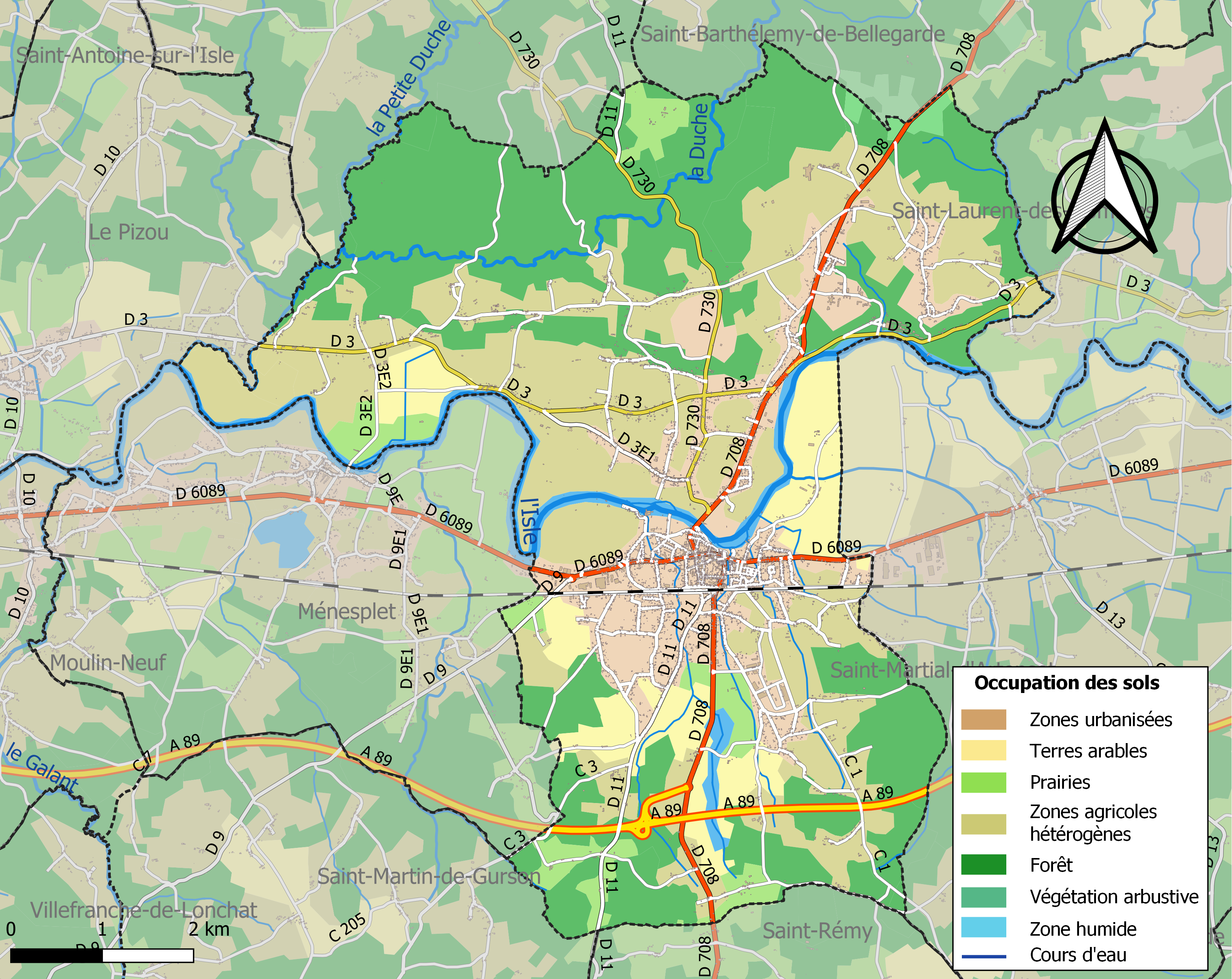
蒙蓬-梅内斯泰罗勒土地利用情况地图

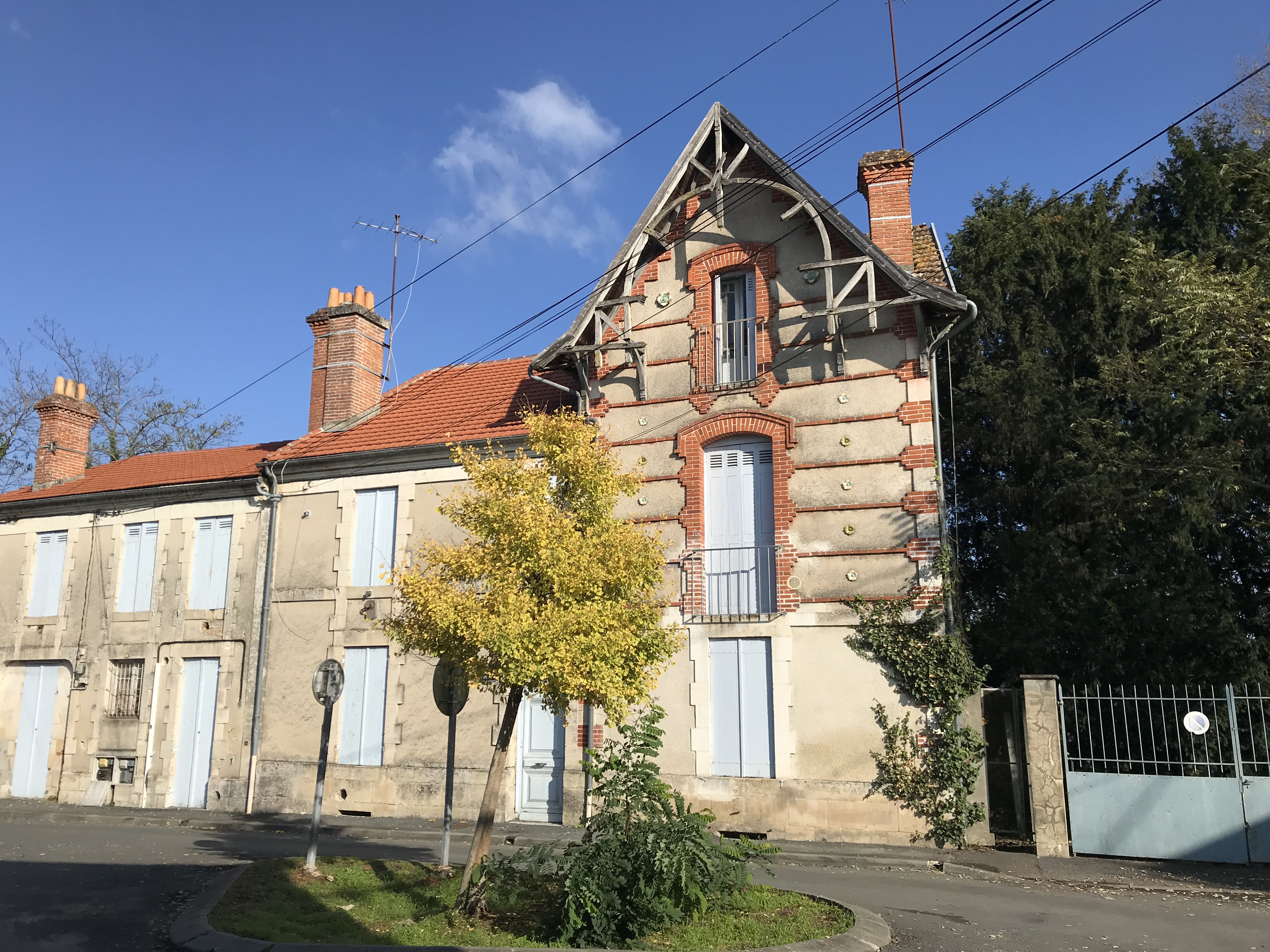
一处民居

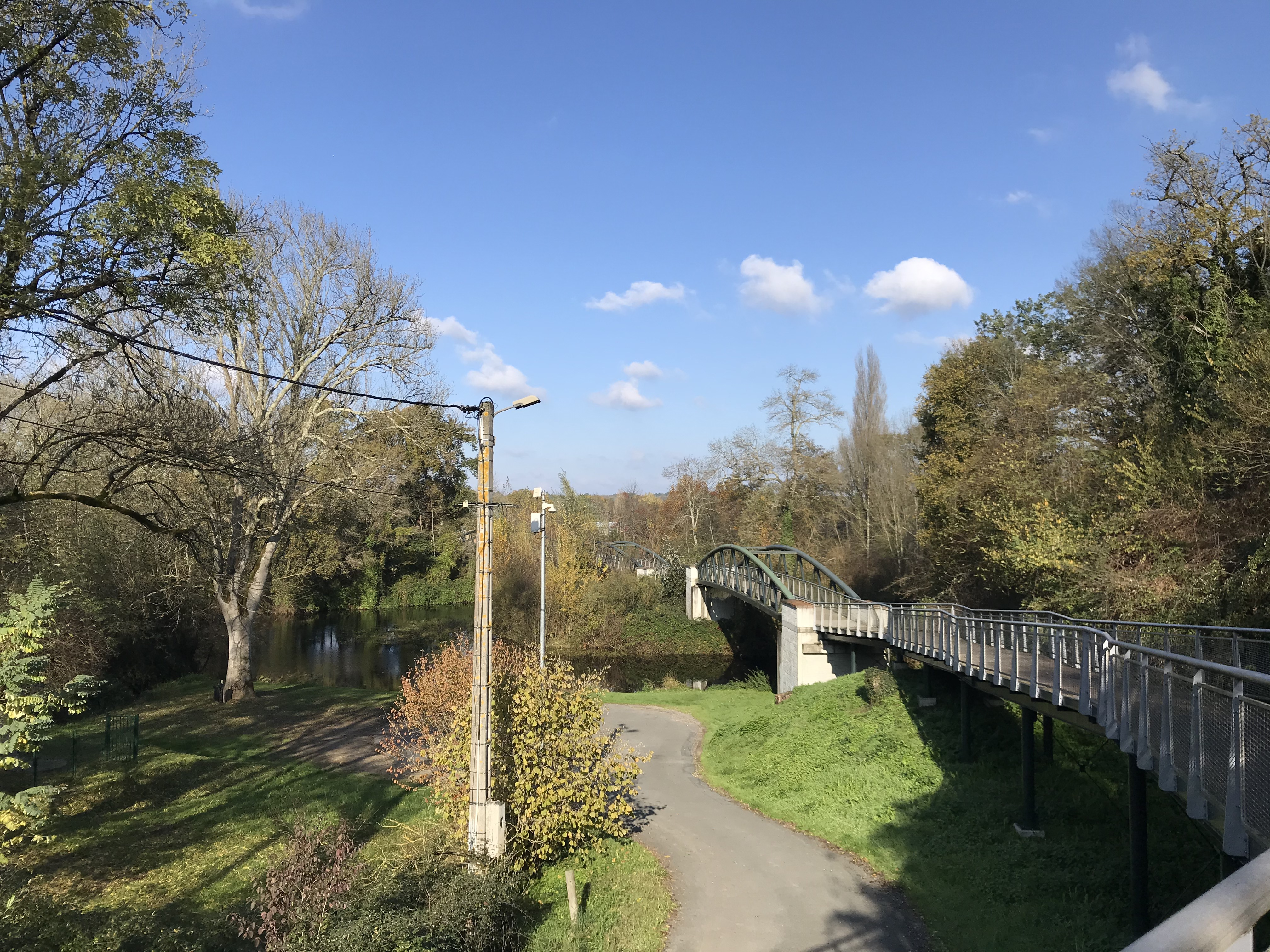
伊勒河步行道

### 教育
蒙蓬-梅内斯泰罗勒属于波尔多学区。截止2021年1月1日，蒙蓬-梅内斯泰罗勒境内共有1所幼儿园、2所小学和1所初级中学。2021至2022学年度，蒙蓬-梅内斯泰罗勒境内共有在校中等教育阶段学生600名。
在高等教育方面，蒙蓬-梅内斯泰罗勒境内有一所卫生学校。

### 医疗
截止2021年1月1日，蒙蓬-梅内斯泰罗勒境内共有全科医生6名、保健师7名、牙医6名、护士18名、眼科医生1名和皮肤科医生1名。境内共有药房3家、养老院3家、残疾人帮扶中心1家。
沃克莱尔专科中心医院（Centre Hospitalier Spécialisé Vauclaire）是法国的一个主治心理学康复中心，其主病区位于蒙蓬-梅内斯泰罗勒市区，设有床位406个，是当地规模最大的公立医院。
距离蒙蓬-梅内斯泰罗勒最近的区域性医疗机构为22公里外的大圣富瓦中心医院。

### 住房
2019年，蒙蓬-梅内斯泰罗勒境内共有各类住房3,302套，其中87.4%为独立式居民区，12.0%为集中式居民区。常住房屋占蒙蓬-梅内斯泰罗勒市镇范围内居民建筑总量的83.6%。
在住房保障政策方面，2021年，蒙蓬-梅内斯泰罗勒境内共有688户家庭获得了住房经济补助，受益人数占总人口数量的12.1%，其中654份为房租补助。

### 商业
2021年，蒙蓬-梅内斯泰罗勒境内共有各类实体商铺161家，其中餐厅22家、大型超市4家、杂货店1家、面包房4家、肉铺4家、书店2家、装饰品店1家、银行门店4家、美容美发店14家、汽车维修店12家。市区西部建有Intermarché和Lidl购物商场。

### 体育
2021年，蒙蓬-梅内斯泰罗勒境内共有1家游泳池、2间体育馆、1座综合体育场、4处网球场、3处足球或橄榄球场以及3处篮球或排球场。
截至2023年4月，蒙蓬-梅内斯泰罗勒境内暂无任何注册足球俱乐部。蒙蓬-梅内斯普莱足球俱乐部（Montpon Menesplet Football Club，编号553247）是当地的代表性足球队，其注册地址位于梅内斯普莱，其主队2022至2023赛季参加新阿基坦大区足球联赛丙组（法国第八级别），其主场为市政球场（Stade Municipal）。

### 环境
蒙蓬-梅内斯泰罗勒的环境事务由其所属的伊勒杜布勒朗代市镇公共社区联合各级政府协调负责。2021年，蒙蓬-梅内斯泰罗勒境内共有1家污染企业。

### 治安
2021年，蒙蓬-梅内斯泰罗勒市镇范围内有1处宪兵队。
蒙蓬-梅内斯泰罗勒及其附近的共110个市镇是佩里格国家宪兵队（zone gendarmerie de Périgueux）的管辖范围。2020年，该宪兵队累计记录各类案件2,288起，其中盗窃类案件1,113起，经济类案件419起，毒品交易类案件73起。

## 文化

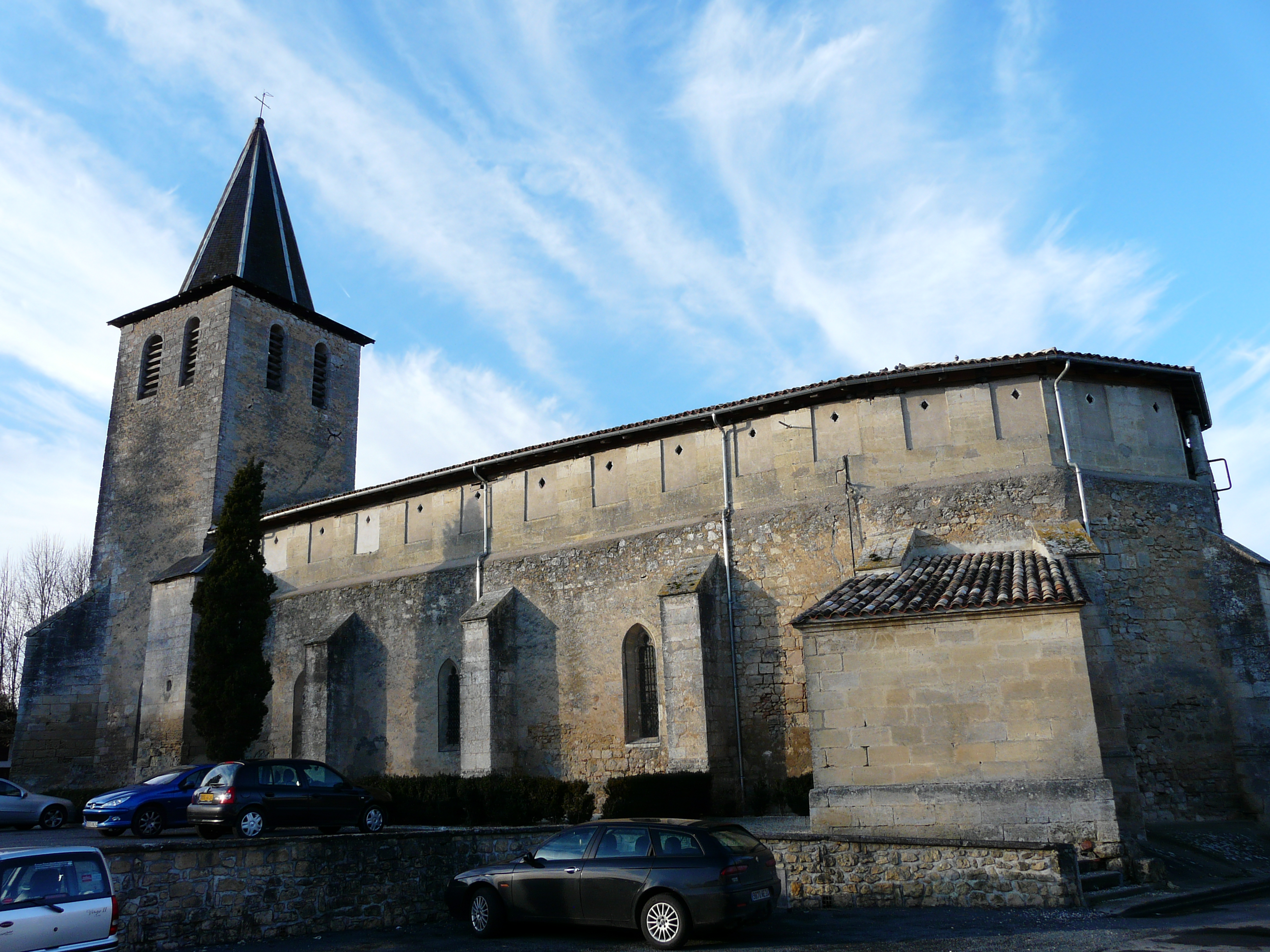
圣母升天教堂

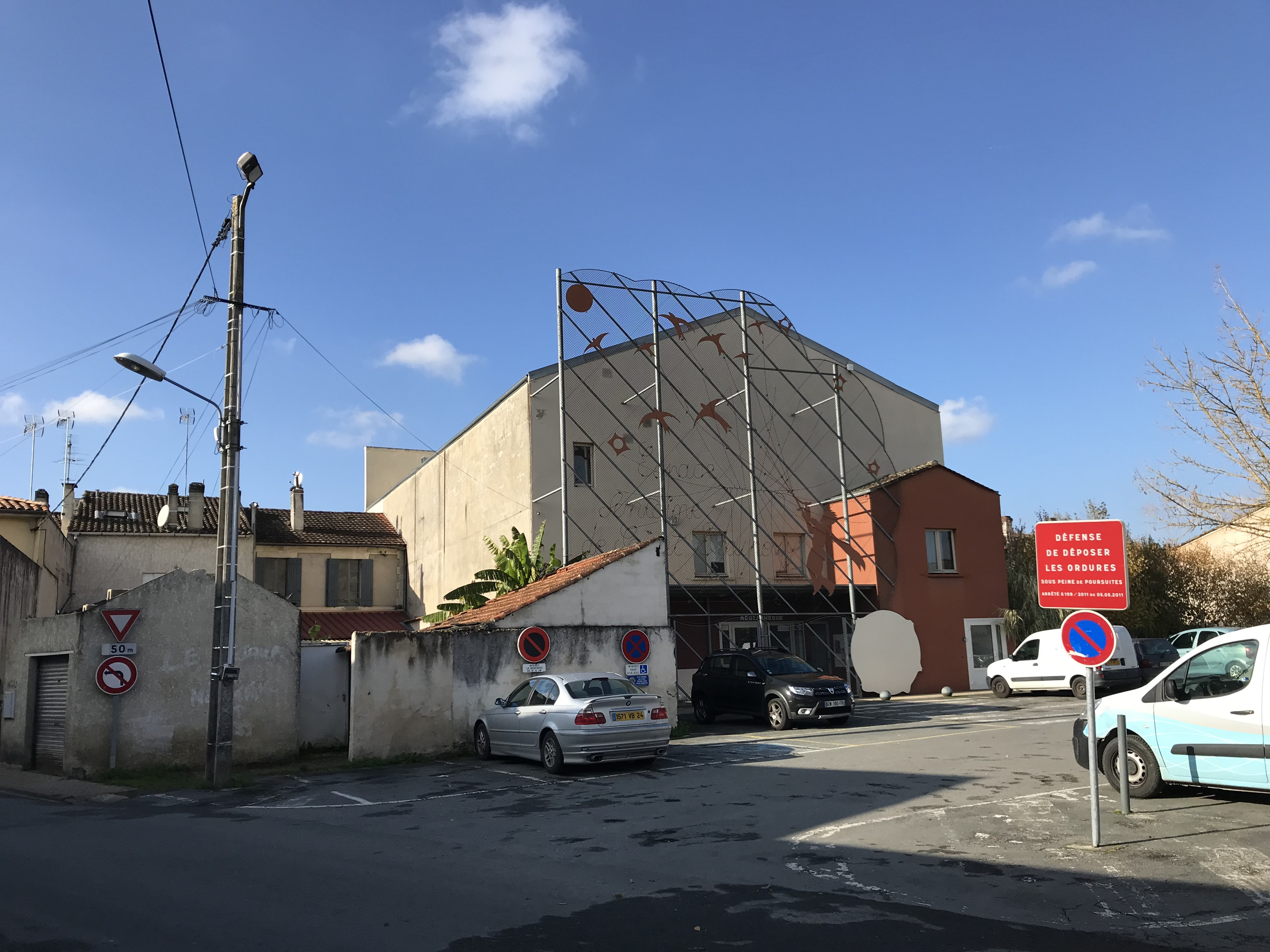
圣埃克絮佩里文化中心

2021年，蒙蓬-梅内斯泰罗勒境内共有1家电影院。蒙蓬-梅内斯泰罗勒境内建有圣埃克絮佩里文化中心（Espace Culturel Antoine de Saint-Exupéry），每周二至六向公众开放。

### 建筑
蒙蓬-梅内斯泰罗勒境内有多处历史建筑，其中梅内斯泰罗勒圣母升天教堂（Église Notre-Dame de l'Assomption de Ménesterol）为法国国家文物保护单位，沃克莱尔加尔都西会堂则是当地的地标性建筑物。

### 旅游
蒙蓬-梅内斯泰罗勒的旅游事务由其所属的伊勒杜布勒朗代市镇公共社区负责。2022年，蒙蓬-梅内斯泰罗勒境内有1个露营地，可容纳共110辆露营车。

### 媒体
法国主要的媒体均可在蒙蓬-梅内斯泰罗勒接收，法国电视三台下属的新阿基坦大区频道在部分时段播出蒙蓬-梅内斯泰罗勒所在多尔多涅省的地方新闻。《西南报》、《多尔多涅自由报》、蓝色法兰西佩里格广播、伊萨贝尔广播等是当地主要的地方性媒体。

## 相关人物
法国足球运动员克里斯托夫·罗贝尔出生于蒙蓬-梅内斯泰罗勒。

## 友好城市
截至2023年4月，蒙蓬-梅内斯泰罗勒暂未建立任何友好城市关系。